# 威斯·利特尔顿
威斯·艾维·利特尔顿（Wes Avi Littleton，1982年9月2日—出生于加利福尼亚州海沃德）是美国职棒大联盟密尔瓦基酿酒人的中继投手。利特尔顿身高6英尺2英寸，体重210英磅，是一位侧投。
2006年7月4日，利特尔顿代表德州游骑兵第一次在大联盟亮相，对手是多伦多蓝鸟。
利特尔顿在2007年8月22日游骑兵对巴尔的摩金莺的比赛中拿下救援成功。那场比赛利特尔顿上场投了最后3局，没有失掉任何分数。游骑兵队最终以30比3的比分战胜金莺队，游骑兵得到的30分是1897年以来一支球队在单场比赛得到的最高分数。
2008年11月28日，利特尔顿被交易到波士顿红袜。